# Sursum corda (Elgar)
Sursum corda, Op. 11 è un'opera musicale del compositore inglese Edward Elgar per archi, ottoni, timpani e organo, composta nel 1894.

## Storia
Il compositore dedicò l'opera al suo amico Henry Dyke Acland  (1850-1936), un violoncellista dilettante che era suo compagno di golf, direttore della Worcester Old Bank di Malvern e figlio di Henry Acland.
La prima esecuzione avvenne nella Cattedrale di Worcester il 9 aprile 1894, sotto la bacchetta di Hugh Blair, organista della cattedrale. Il compositore era assente da questa esecuzione per un problema di salute. La sua prima esecuzione a Londra ebbe luogo ad un Concerto Promenade alla Queen's Hall il 21 settembre 1901.
Il titolo si traduce dal latino e si legge "Levate in alto i vostri cuori".

## Strumentazione
Il lavoro è orchestrato per archi, 2 trombe in si bemolle, 4 corni in fa, 3 tromboni, tuba, timpani e organo.

## Struttura
Adagio solenne in si bemolle maggiore, tempo di 2/4.
Il lavoro inizia con un attacco in si bemolle degli ottoni. Gli archi espongono il tema principale mostrato nel brano 1.
Brano 1
Dopo il culmine, la musica si calma. Un nuovo materiale musicale viene fornito nel dialogo tra l'organo e gli archi in seguito all'attacco in si bemolle.
Brano 2
Il secondo culmine, sviluppato dal brano 2, è seguito dalla ricomparsa del brano 1. La chiamata degli ottoni indica la fine del culmine finale e la coda, usando il brano 1 e altro materiale, concludendo il lavoro con un appagante sonorità tutti.
Un'esecuzione di questo lavoro richiede mediamente circa 10 minuti.

## Trascrizioni
L'opera è stata trascritta per la banda da concerto da Bruce Houseknecht. Questa versione per banda fu pubblicata nel 1967 da Carl Fischer, Inc.